# سيد ساذرلاند
سيد ساذرلاند (بالإنجليزية: Sidney Sutherland)‏ هو رسام رسوم متحركة وكاتب سيناريو أمريكي، ولد في 7 أغسطس 1901 في لوس أنجلوس في الولايات المتحدة، وتوفي في 20 أبريل 1968.

## وصلات خارجية
- سيد ساذرلاند على موقع IMDb (الإنجليزية)
- سيد ساذرلاند على موقع ألو سيني (الفرنسية)
- سيد ساذرلاند على موقع قاعدة بيانات الأفلام السويدية (السويدية)
- سيد ساذرلاند على موقع قاعدة بيانات الفيلم (الإنجليزية)
- سيد ساذرلاند على موقع كينوبويسك (الروسية)